# Broken Sword II: The Smoking Mirror
Broken Sword II: The Smoking Mirror (с англ. — «Сломанный меч: Дымящееся зеркало») — приключенческая компьютерная игра, выпущенная компанией Revolution Software в 1997 году как продолжение компьютерной игры Broken Sword: The Shadow of the Templars.

## Геймплей
Приключенческая 2D-игра с видом от третьего лица. С помощью интерфейса «укажи и щелкни» игрок ведет главного героя Джорджа Стоббарта по игровому миру и взаимодействует с окружающей средой, выбирая одну из нескольких команд. Игрок управляет движениями и действиями Джорджа с помощью мыши или геймпада. Для путешествий игрок использует карту, и по мере развития сюжета к ней добавляются новые локации. Щелкнув правой кнопкой мыши по объекту, игрок получает описание и подсказки. Если игрок примет неправильное решение, то персонаж может погибнуть.

## Сюжет
Спустя 6 месяцев после событий The Shadow of the Templars, Джордж вновь приезжает в Париж, чтобы навестить свою подругу Нико. Последняя, в свою очередь, работает над материалом об артефактах цивилизации майя. В назначенное время она вместе с Джорджем отправляется на встречу с профессором археологии Убие. Однако в доме Убие их ждёт засада — Нико похищают, а Джорджа связывают и оставляют в охваченном огнём доме. Спасшись от пожара, Джордж отправляется на поиски Нико и её таинственных похитителей. В своих странствиях Джордж и Нико посетят: Марсель, острова Центральной Америки и Лондон.
| Сводный рейтинг       | Сводный рейтинг        |
| Агрегатор             | Оценка                 |
| --------------------- | ---------------------- |
| GameRankings          | 73,09 % (PS) 71 % (ПК) |
| Metacritic            | 69/100 (11 обзоров)    |
| MobyRank              | 82/100 (27 обзоров)    |
| Иноязычные издания    |                        |
| Издание               | Оценка                 |
| CVG                   | 75/100                 |
| GameRevolution        | C                      |
| GameSpot              | 7,9/10                 |
| Русскоязычные издания |                        |
| Издание               | Оценка                 |
| Game.EXE              | 100 %                  |